# Зырянский
Зырянский — упразднённый починок в Никольском районе Вологодской области.

## История
На момент упразднения входил в состав Краснополянского сельского поселения, с точки зрения административно-территориального деления — в Пермасский сельсовет.
Расстояние по автодороге до районного центра Никольска — 61 км, до центра муниципального образования Пермаса — 33 км. Ближайшие населённые пункты — Повечёрная, Куданга, Калауз.
По данным переписи в 2002 году постоянного населения не было.
В июле 2020 года упразднён.